# New Atlantis
New Atlantis (en français, "Nouvelle Atlantide") est une micronation créée en 1964.

## Histoire
Le 4 juillet 1964, Leicester Hemingway installe une barge de 30 m2 dans les eaux internationales des Caraïbes, à 15 km environ de la Jamaïque, près de Bluefields,. Leicester, le jeune frère d'Ernest Hemingway, s'appuyant sur le Guano Islands Act, après avoir trouvé des fientes d'oiseaux sur son radeau, déclare que la moitié nord du radeau est la propriété des États-Unis, l'autre au sud demeurant la sienne.
Leicester Hemingway a l'intention de développer un centre de recherche marine. Il se proclame président de New Atlantis, créé sa propre monnaie et édite ses propres timbres,.
New Atlantis compte six habitants : Leicester et sa femme Doris, leurs filles Anne et Hilary (alors âgées de sept et trois ans au moment de la création), Edward K. Moss, un agent de la CIA, et son assistante Julia Cellini, sœur d'un chef de la mafia.
New Atlantis est détruit en 1966 lors d'une tempête.
Son histoire fait l'objet d'une émission radio de la SWR en 2010, basée sur des entretiens d'Anne et Hilary, les filles de Leicester Hemingway.